# Масалков, Никифор Владимирович
Никифор Владимирович Масалков (1 [14] июня 1891, д. Высокое, Могилёвская губерния — 1970, Москва) — российский революционер, советский партийный и государственный деятель, председатель Рязанского (1918) и Вятского (1920—1923) губернских СНХ.

## Биография
Родился в белорусской крестьянской семье в деревне Высокое Кохановской волости.
В 1913 году окончил 8 классов частной мужской гимназии Н. П. Евневича в Смоленске. С 1913 по 1915 год учился на медицинском факультете Московского университета (окончил 2 курса). В 1913 году вступил в РСДРП(б).
В 1915 году был арестован и осуждён к административной высылке под гласным надзором полиции в Рязань.
В марте 1917 года был избран членом Рязанского Совета, в мае 1917 — председателем Рязанского Совета рабочих депутатов.
С 3 (16) декабря 1917 года занимал должность председателя Рязанского губернского Совета Советов, комиссар труда. С февраля по июнь 1918 года — председатель Исполнительного комитета Рязанского губернского Совета, одновременно (с февраля 1918) — председатель Рязанского губернского СНХ. В последующем возглавлял Рязанский городской Совет, был председателем Рязанского губернского продовольственного комитета, заведующим Рязанским губернским финансовым отделом. В 1920 году был делегатом IX съезда РКП(б).
С 17 октября 1920 по 10 октября 1923 года — председатель Вятского губернского СНХ, одновременно — заместитель председателя губисполкома. Избирался членом президиума Вятского губисполкома и губпрофсовета, делегатом VIII губернского съезда Советов.
В 1923—1925 годы — член Президиума ВСНХ Белорусской ССР.
С 1925 года — член коллегии Управления местной промышленности ВСНХ РСФСР в Народном комиссариате совхозов СССР, заместитель начальника Главного управления кожевенной промышленности Министерства лёгкой промышленности СССР[когда?]

.

### Семья
Жена — Мария Александровна,
- сын — Владимир[2].